# Antsirabe Sahatany
Antsirabe Sahatany est une commune rurale malgache dans la région d'Ambatosoa.